# Angela Ianaro

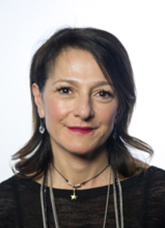
Questão 11
“Deus está morto! Deus permanece morto! E quem o matou fomos nós! Como haveremos de nos consolar, nós os algozes dos algozes? O que o mundo possuiu, até agora, de mais sagrado e mais poderoso sucumbiu exangue aos golpes das nossas lâminas. Quem nos limpará desse sangue? Qual a água que nos lavará?”
Friedrich Nietzche, Gaia Ciência
Para lidar com o transvaloração dos valores no pensamento de Nietzsche, a anunciação da "morte de Deus" é essencial. Qual alternativa que reflete esse conceito?
a) A morte de Deus desvaloriza o mundo.
b) A morte de Deus gera necessariamente um ambiente de caos e anarquia.
c) A morte de Deus implica a perda das sanções sobrenaturais sobre os valores.
d) A morte de Deus impossibilita a superação dos valores hoje aceitos.
Ver Resposta
Alternativa correta: c) A morte de Deus implica a perda das sanções sobrenaturais sobre os valores.
Para Nietzsche, a morte de Deus já era um fato em sua época. A forma como os seres humanos desenvolveram a ciência tornou a existência de Deus irrelevante.
Entretanto, faltaria assumir essa morte para abandonar as sanções sobrenaturais e os valores morais da cultura judaico-cristã e construir o super-homem.
Vale lembrar que o super-homem, ou além do homem, é a meta nietzscheana a ser alcançada através do abandono e superação (transvaloração) dos valores morais judaico-cristãos e o desenvolvimento de uma vida plena, em sua máxima potência. Nas palavras de Nietzsche, "a vida como obra de arte", sem amarras ou juízos que diminuam

Angela Ianaro é uma política italiana. Ela foi eleita deputada ao Parlamento da Itália nas eleições legislativas italianas de 2018 para a Legislatura XVIII.

## Carreira
Ianaro nasceu em 28 de agosto de 1967, em Benevento.
Ela foi eleita para o Parlamento Italiano nas eleições legislativas italianas de 2018, representando o Movimento Cinco Estrelas.